# Luksemburg na Zimowych Igrzyskach Olimpijskich Młodzieży 2012
Luksemburg na Zimowych Igrzyskach Olimpijskich Młodzieży 2012, które odbywały się w Innsbrucku, reprezentował 1 zawodnik.

## Skład reprezentacji Luksemburgu

### Narciarstwo alpejskie
Dziewczęta
| Zawodnik           | Konkurencja   | Wyniki  | Wyniki  | Wyniki  | Wyniki  |
| Zawodnik           | Konkurencja   | Runda 1 | Runda 2 | Razem   | Miejsce |
| ------------------ | ------------- | ------- | ------- | ------- | ------- |
| Catherine Elvinger | Slalom        | 48.25   | 44.73   | 1:32.98 | 18.     |
| Catherine Elvinger | Slalom gigant | 1:03.44 | 1:04.16 | 2:07.60 | 29.     |